# ディキシーステークス
ディキシーステークス（Dixie Stakes）は、アメリカ合衆国メリーランド州のピムリコ競馬場で開催されているサラブレッド競馬の競走である。

## 概要
ピムリコ競馬場の開設された1870年から始まっている歴史のある競走で、現存するグレード競走としてはアメリカ国内で8番目に古い競走である。
創設時はディナーパーティーステークス（Dinner Party Stakes）の名称で、これは1869年にサラトガで開かれたメリーランド州知事オーデン・ボウイのディナーパーティー（この集会でピムリコ競馬場の解説が話し合われていた）に因んで名づけられたものである。
ピムリコ競馬場で行われた最初のステークス競走であり、記念すべき第1回の競走を優勝したのがプリークネスであった。後に創設されたプリークネスステークスは、同馬を記念して命名されたものである。
1888年頃よりしばらく休止されており、一時期はローレル競馬場で代替開催されていた。その後1924年にメリーランドジョッキークラブのウィリアム・P・リッグスによって復活されて以来、現在まで休止することなく継続されている。
当初は16ハロン（約3219メートル）の長距離競走として行われていた。その後何度も距離の変更を受けたほか、馬場条件もダートから芝馬場に変更され、現在は芝9ハロン（約1811メートル）の競走として行われている。
かつては東海岸競馬の主要競走の一つとしてみなされ、ハノーヴァーやアソールトなどの有力馬の出走も多かった競走である。その権威は低下したものの、現在においてもG2競走の地位を保っている。
1965年には登録馬多数のため分割競走として行われた。この時の第1競走においてオレアルジェン（Or et Argent）がピムリコ競馬場のコースレコードを叩きだしたが、それから間もなくの第2競走でフラッグ（Flag）がそれを破るタイムで優勝し、レコードが同日に塗り替えられるという珍しい記録更新劇があった。
2021年よりレース名称を創設時のディナーパーティーステークスに変更されることになった。

## 歴史

### 全体の歴史
- 1870年 - ディナーパーティーステークスの名称で創設。
- 1871年 - 競走名がリユニオンステークス（Reunion Stakes）に変更される。
- 1871年 - ハリーバセット（Harry Bassett）が単走で優勝。
- 1872年 - 競走名がディキシーステークスに変更される。
- 1888年-1914年 - 開催休止。
- 1815年-1918年 - ディキシーハンデキャップ（Dixie Handicap）として、ローレル競馬場で代替開催される。
- 1919年-1923年 - 開催休止。
- 1924年 - ピムリコ競馬場の新装に伴い、開催が再開される。
- 1925年-1926年 - サラゼンが連覇する。
- 1965年 - 分割競走として実施される。
- 1971年 - 1位入線のフォートマーシーが4着に降着、繰り上がりでチォンピオン（Chompion）が優勝する。
- 1973年 - グレード制導入により、G2競走として設定される。
- 1978年 - 分割競走として実施される。
- 1990年 - G3に降格。
- 1994年 - G2に昇格。
- 2018年 - ダート競走に変更され、G3に降格。
- 2021年 - 競走名がディナーパーティーステークスに変更される。

### 施行条件の変遷
- 9ハロン（約1811メートル） - 1991年以降
- 9.5ハロン（約1911メートル） - 1924年-1954年
- 10ハロン（約2012メートル） - 1915年-1918年
- 11ハロン（約2213メートル） - 1955年-1959年
- 12ハロン（約2414メートル） - 1960年-1990年
- 16ハロン（約3219メートル） - 1870年-1888年

### 近年の優勝馬
| 施行年 | 優勝馬             | 性齢  | 優勝騎手           | 管理調教師              | 馬主                                                                            | タイム  |
| ------ | ------------------ | ----- | ------------------ | ----------------------- | ------------------------------------------------------------------------------- | ------- |
| 1999年 | Middlesex Drive    | 牡4   | Pat Day            | Philip M. Hauswald      | C. Steven Duncker                                                               | 1:48.64 |
| 2000年 | Quiet Resolve      | せん5 | Robby Albarado     | Mark Frostad            | Sam-Son Farm                                                                    | 1:50.42 |
| 2001年 | Hap                | 牡5   | Jerry D. Bailey    | William I. Mott         | Allen E. Paulson Living trust                                                   | 1:48.56 |
| 2002年 | Strut The Stage    | 牡4   | Mark Frostad       | Robby Albarado          | Sam-Son Farm                                                                    | 1:51.70 |
| 2003年 | Dr. Brendler       | せん5 | Ramon A. Dominguez | H. Graham Motion        | Francis O'Toole                                                                 | 1:57.78 |
| 2004年 | Mr O'Brien         | せん5 | Ramon A. Dominguez | Robin L. Graham         | Skeedattle II                                                                   | 1:46.34 |
| 2005年 | Cool Conductor     | 牡4   | Cornelio Velasquez | Ralph Nicks             | David E. Garner                                                                 | 1:52.79 |
| 2006年 | Better Talk Now    | せん7 | Ramon A. Dominguez | H. Graham Motion        | Bushwood Racing                                                                 | 1:48.48 |
| 2007年 | Remarkable News    | 牡5   | Ramon A. Dominguez | Angel Penna, Jr.        | Holly Rincon                                                                    | 1:46.36 |
| 2008年 | Pays to Dream      | せん4 | Javier Castellano  | David G. Donk           | December Hill Farm                                                              | 1:54.74 |
| 2009年 | Parading           | 牡6   | Kent Desormeaux    | Shug McGaughey          | Phipps Stable                                                                   | 1:48.28 |
| 2010年 | Strike a Deal      | 牡6   | Ramon A. Dominguez | Alan E. Goldberg        | Richard Santulli                                                                | 1:47.81 |
| 2011年 | Paddy O'Prado      | 牡4   | Kent Desormeaux    | Dale Romans             | Donegal Racing                                                                  | 1:53.56 |
| 2012年 | Hudson Steele      | せん5 | Javier Castellano  | Todd A. Pletcher        | Roger Weiss                                                                     | 1:47.29 |
| 2013年 | Skyring            | 牡4   | Gary Stevens       | D. Wayne Lukas          | Calumet Farm                                                                    | 1:47.87 |
| 2014年 | Utley              | 牡6   | Edgar Prado        | Jonathan E. Sheppard    | Augustin Stable                                                                 | 1:43.88 |
| 2015年 | Ironicus           | 4     | Javier Castellano  | Claude R. McGaughey III | Stuart S. Janney, III                                                           | 1:40.53 |
| 2016年 | Takeover Target    |       | Joel Rosario       | Chad C. Brown           |                                                                                 |         |
| 2017年 | World Approval     |       | Julien Leparoux    | Mark Casse              |                                                                                 |         |
| 2018年 | Fire Away          |       | Manuel Franco      | Claude R. McGaughey III |                                                                                 |         |
| 2019年 | Catholic Boy       |       | Javier Castellano  | Jonathan Thomas         |                                                                                 |         |
| 2020年 | Factor This        |       | Florent Geroux     | Brad Cox                |                                                                                 |         |
| 2021年 | Somelikeithotbrown |       | Jose Ortiz         | Michael Maker           |                                                                                 |         |
| 2022年 | Set Piece          | せん6 | Florent Geroux     | Brad Cox                | Juddmonte                                                                       | 1:41.64 |
| 2023年 | Never Explain      | 牡5   | Flavien Prat       | Claude McGaughey III    | Courtlandt Farms                                                                | 1:46.14 |
| 2024年 | Balnikhov          | せん5 | Lanfranco Dettori  | Philip D'Amato          | Little Red Feather Racing, Madaket Stables LLC and Old Bones Racing Stable, LLC | 1:58.90 |
| 2025年 | Fort Washington    | 牡6   | Junior Alvarado    | Claude McGaughey III    | Magic Cap Stables                                                               | 1:55.08 |

### 過去の主な優勝馬
- 1870年 - プリークネス
- 1875年 - トムオーチルツリー
- 1887年 - ハノーヴァー
- 1924・1925年 - サラゼン
- 1934年 - エクイポイズ
- 1942年 - ワーラウェイ
- 1946年 - アームド
- 1947年 - アソールト
- 1992年 - スカイクラシック
- 1993年 - ルアー
- 1994年 - パラダイスクリーク